# Grace Quigley
Pour plus de détails, voir Fiche technique et Distribution.
Grace Quigley est un film américain réalisé par Anthony Harvey, sorti en 1984.

## Synopsis
Grace, une veuve très âgée, qui vit seule dans un appartement lugubre de New York, a tenté à deux reprises de se suicider en vain. Elle décide alors d'engager Seymour, un tueur à gages, pour la tuer ainsi que les autres comme elle, qui sont vieux, seuls et fatigués de vivre...

## Fiche technique
- Titre original : Grace Quigley
- Réalisation : Anthony Harvey
- Scénario : A. Martin Zweiback
- Production  : Yoram Globus et Menahem Golan
- Société de production : Cannon Group et Northbrook Films
- Musique : John Addison
- Photographie : Larry Pizer
- Montage : Robert M. Reitano
- Direction artistique : Jack Blackman
- Décors : Gary Weist
- Décorateur de plateau : Christian Kelly
- Costumes : Ruth Morley
- Pays d'origine : États-Unis
- Format : Couleur - Son : Mono
- Genre : Comédie noire
- Durée : 87 minutes
- Dates de sortie : 
  - France : mai 1984 (Festival de Cannes)
  - États-Unis : 17 mai 1985

## Distribution
- Katharine Hepburn : Grace Quigley
- Nick Nolte (VF : Jean Barney) : Seymour Flint
- Kit Le Fever : Muriel
- Chip Zien : Dr. Herman
- William Duell : M. Jenkins
- Elizabeth Wilson : Emily Watkins
- Walter Abel : Homer Morrison
- Frances Pole : Sarah Hodgkins
- Truman Gaige : Sam Pincus
- Paula Trueman : Dorothy Trugert
- Christopher Murney : Max Putnam
- Nicholas Kepros : Entrepreneur de pompes funèbres
- Harris Laskawy : M. Argo
- Carl Low : Vieillard
- Isabella Hoopes : Vieille dame